# Abbà Pater
Abbà Pater – album muzyczny, na którym znalazły się fragmenty recytowane i śpiewane przez Jana Pawła II w muzycznym opracowaniu Leonarda de Amicis oraz Stefano Mainettiego. Tytuł nawiązuje do słów Chrystusa modlącego się w Ogrójcu z Ewangelii św. Marka:
Abbà, Ojcze, dla Ciebie wszystko jest możliwe, zabierz ten kielich ode Mnie!
Lecz nie to, co Ja chcę, ale to, co Ty [niech się stanie]!
Ten projekt muzyczny powstał dla uczczenia oficjalnych obchodów 2000-lecia chrześcijaństwa oraz jubileuszu dwudziestolecia pontyfikatu Jana Pawła II. Jest on pierwszym w historii wydawnictwem muzycznym z udziałem papieża. Powstał przy udziale Radia Watykańskiego i pod patronatem nuncjatur apostolskich w kilku krajach.
Wydaniu płyty towarzyszył wideoklip z utworem Abbà Pater i modlitwą Pater noster śpiewaną przez papieża.
Nagranie w Polsce uzyskało certyfikat trzykrotnie platynowej płyty.

## Lista utworów
1. Cercate il suo volto (Szukaj Jego twarzy), 3'03"
2. Cristo è liberazione (Chrystus jest wolnością), 3'25"
3. Verbum caro factum est (Słowo stało się ciałem), 1'08"
4. Abbà Pater, 5'46"
5. Vieni, Santo Spirito (Przyjdź, Duchu Święty), 9'24"
6. Padre, ti chiediamo perdono (Ojcze, prosimy Cię o wybaczenie), 3'13"
7. Dove c'è amore, c'è Dio (Gdzie jest miłość, tam jest Bóg), 4'07"
8. Padre della luce (Ojciec światła), 4'27"
9. Un comandamento nuovo (Nowe przykazanie), 3'00"
10. Madre di tutte le genti (Matka całej ludzkości), 5'38"
11. La legge delle beatitudini (Prawo błogosławieństw), 6'09"

## Muzycy
Kompozytorami muzyki są Leonardo de Amicis (utwory 1-6, 8, 10 i 11) i Stefano Mainetti (utwory 7 i 9). W nagraniach wzięli udział:
- Orcherstra Nuova Sinfonietta Roma pod dyrekcją Ricardo Biseo (2-5, 7, 9-11),
- Orchestra St. Caterina d'Alessandria z L'Aquilla pod dyrekcją Leonarda de Amicis (1,6),
- Roman Academy Choir (3, 4, 7,9),
- Pablo Colino's Choir (4),
- Echo z Bratysławy (8),
- Catharina Sharp sopran (3, 5, 9).

Wykorzystano również sample Spectrasonic z Hearth of Asia (7) i Hearth of Africa (10, 11).

## Singel
Album poprzedziło wydanie pod tym samym tytułem singla zawierającego pięć utworów:
1. Attende Domine
2. Pater Noster
3. Salmo 26
4. Ubi Caritas
5. Beatitudini